# Diacantha ornata
Diacantha ornata is een keversoort uit de familie bladkevers (Chrysomelidae). De wetenschappelijke naam van de soort werd in 1903 gepubliceerd door Léon Marc Herminie Fairmaire.